# Осуске
Осуске (словац. Osuské) — село, громада округу Сениця, Трнавський край. Кадастрова площа громади — 11.61 км².
Населення 617 осіб (станом на 31 грудня 2020 року).

## Історія
Осуске згадується 1262 року.

## Населення
| Рік:            | 1994. | 2004.   | 2014.   | 2024.   |
| --------------- | ----- | ------- | ------- | ------- |
| Кількість осіб: | 629   | 614     | 606     | 587     |
| Різниця:        |       | -2,38 % | -1,30 % | -3,13 % |

| Рік:            | 2023. | 2024.   |
| --------------- | ----- | ------- |
| Кількість осіб: | 597   | 587     |
| Різниця:        |       | -1,67 % |